# Піві-малюк сизий
Піві-малюк сизий (Empidonax minimus) — вид горобцеподібних птахів родини тиранових (Tyrannidae). Мешкає в Північній Америці.

## Опис

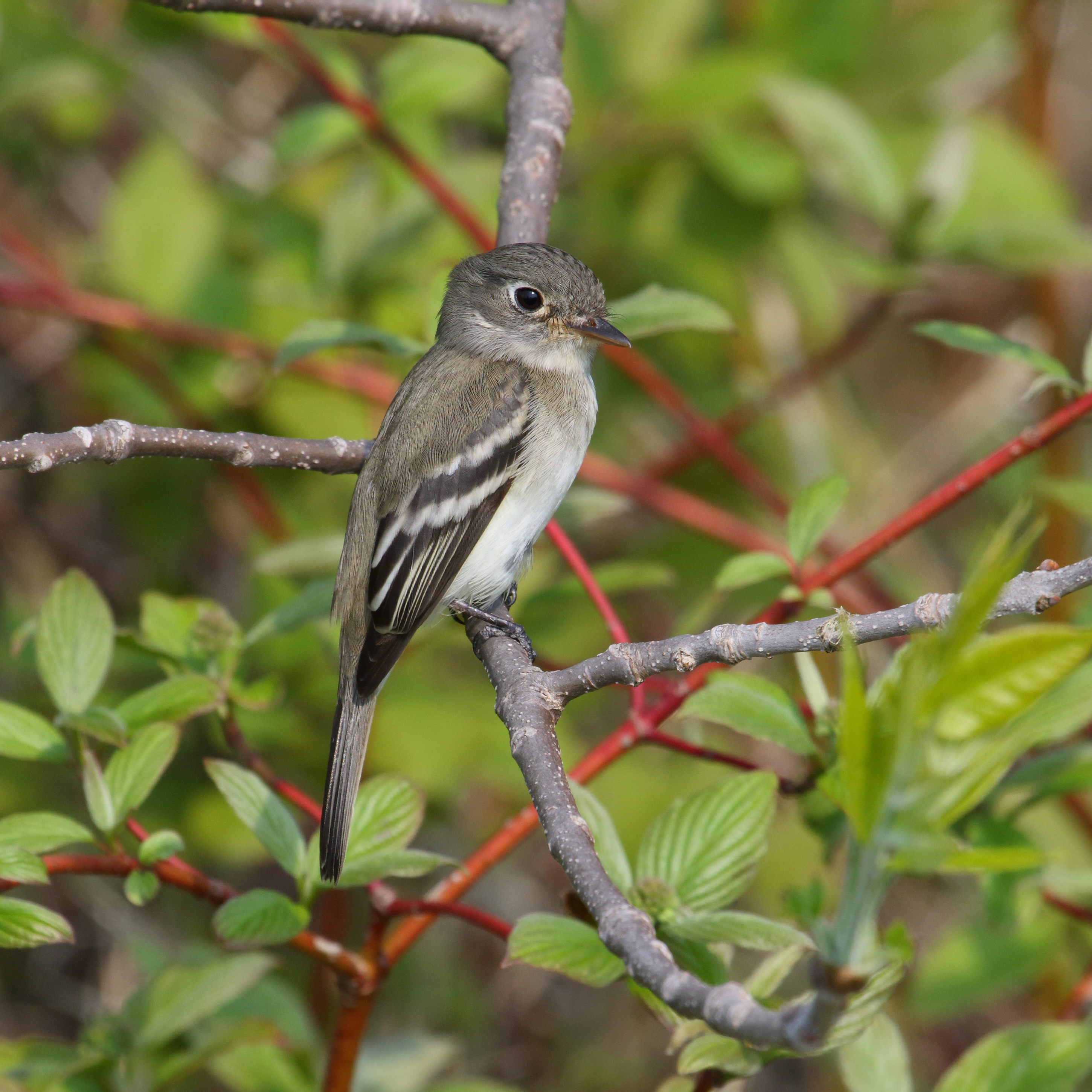
Сизий піві-малюк

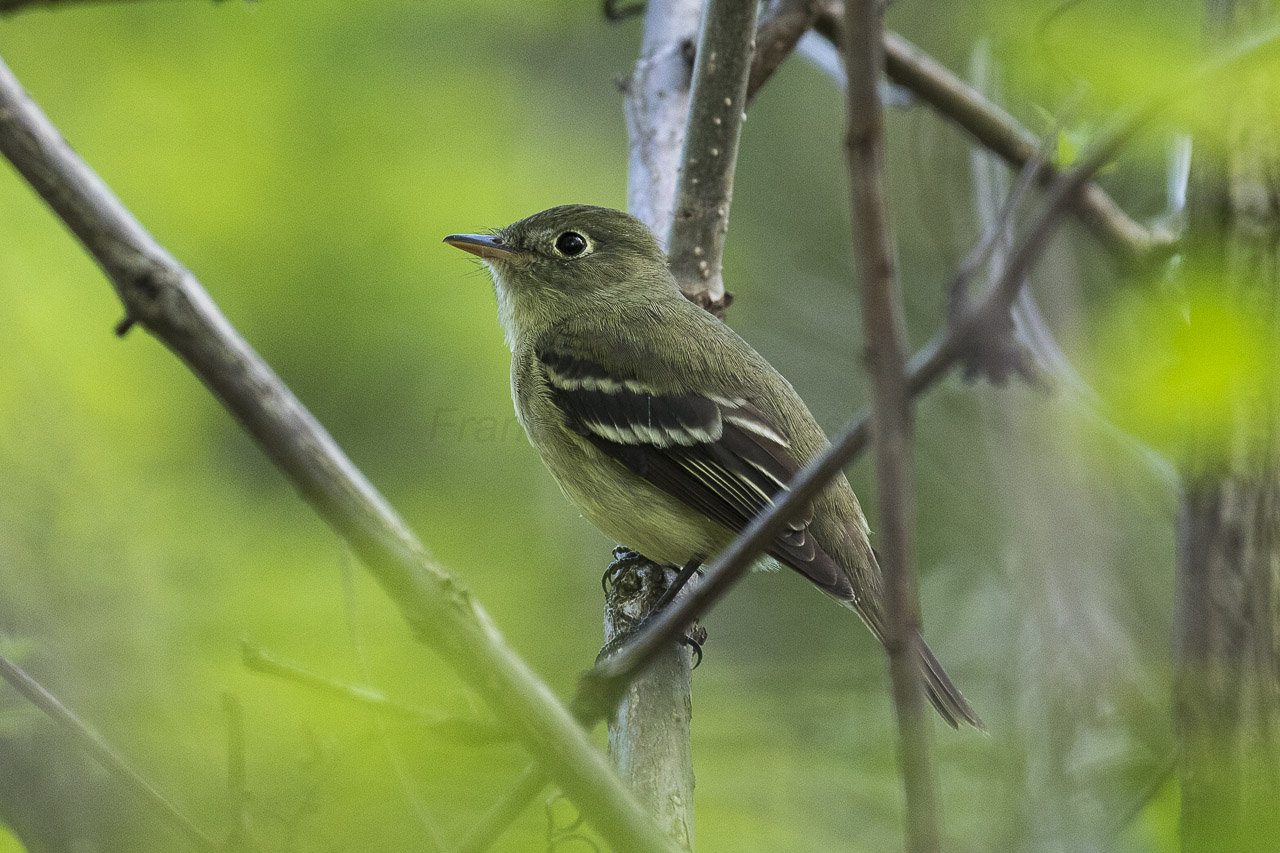
Сизий піві-малюк

Довжина птаха становить 12-14 см, розмах крил 19-22 см, вага 10,3 г. Верхня частина тіла тьмяно-оливково-сіра, нижня частина тіла білувата, з боків жовтуваті. Крила чорнуваті, на крилах дві білі смуги, навколо очей білі кільця. Дзьоб короткий, темний, знизу жовтувато-оранжевий. У молодих птахів смуги на крилах більш темні, оливково-охристі.

## Поширення і екологія
Сизі піві-малюки гніздяться в Канаді та на півночі і північному сході Сполучених Штатів Америки (зокрема в Аппалачах). У липні-серпні вони мігрують на південь, до Мексики, Центральної Америки і південної Флориди. Сизі піві-малюки живуть в широколистяних і мішаних лісах, місцями в хвойних лісах, на узліссях і галявинах, в рідколіссях, парках і садах, на висоті до 1500 м над рівнем моря. Вони зимують на узліссях вологих тропічних лісів і в чагарникових заростях.

## Поведінка
Оливкові піві-малюки живляться комахами та іншими дрібними безхребетними, яких ловлять в польоті, іноді доповнюють свій раціон ягодами. Вони є моногамними птагами, гніздяться невеликими розрідженими колоніями. Гніздо чашоподібне, розміщується на дереві, в розвилиці між гілками. В кладці від 3 до 5 кремово-білих яєць. Інкубаційний період триває 13-16 днів, насиджує лише самиця. Пташенята покидають гніздо через 12-17 днів після вилуплення, однак батьки прожовжують піклуватися про них ще 2-3 тижні.